# Tell Chuera
Tell Chuera (ook: Tell Ḫuwera) is een archeologische plaats in het noordoosten van Syrië, dicht bij de grens met Turkije. De plaats wordt wel geïdentificeerd met de stad Abarsal zoals deze bekend is uit de archieven van Ebla uit de 25e en 24e eeuw v.Chr.  
Er zijn echter in Tell Chuera geen schriftelijke bronnen gevonden die deze identificatie bevestigen.
Max Freiherr von Oppenheim was de eerste die de ruïneheuvel te paard verkende en aan het begin van de 20e eeuw  beschreef. Opgravingen begonnen er laat in de jaren 1950 onder leiding van een aantal Duitse universiteiten. Zij beperkten zich voornamelijk tot de bovenstad. Vanaf 1996 werd onder Jan-Waalke Meyer ook de benedenstad aan onderzoek onderworpen en deze opgravingen zijn in de jaren 2005 tot 2010 voortgezet.
De vondsten uit de Vroege Bronstijd laten een aanzienlijke nederzetting zien, waarschijnlijk de zetel van een eigen koninkrijk. Er zijn een aantal fasen:
- ca 3100: de stichting van de nederzetting
- ca 2700: periode IB: de stad wordt uitgebreid tot een 'kransheuvel' en de benedenstad begint bevolkt te raken
- ca. 2560 overgang van IB/IC; de oude stadsmuur wordt vervangen
- ca. 2465: einde van periode IC; er zijn tekenen van verwoesting, brand en menselijk skeletten
- ca. 2465-2300: periode ID; de stadmuur wordt met bastions versterkt en de benedenstad wordt omsloten
- Nadien zet het verval in, mogelijk door vermindering van de landbouwopbrengsten.

De heuvel is een millennium later nog kortelings in de tijd van Mitanni en Assyrië bewoond geweest, maar de plaats stelde in die tijd niet veel voor. Onder de Assyriërs was het in de tijd van Tukulti-ninurta I, waarschijnlijk onder de naam Ḫarbe, de hoofdplaats van de streek. Er zijn uit die tijd een klein honderdtal spijkerschriftteksten gevonden die voornamelijk de econmische rol van het gebied weerspiegelen.
In zijn hoogtijdagen van de Mesilim-tijd (rond 2700 v.Chr. Vroegdynastiek II) was het een grote ronde stad met sterke muren en monumentale stenen gebouwen, die zeker de vergelijking met zuidelijke steden als Nippur of Kiš in Sumer kon doorstaan. Er stonden ook drie antentempels. Deze vorm van tempels is vooral bekend uit het Klassieke Griekenland van tweeduizend jaar later. Het einde van de stad hangt waarschijnlijk samen met de veldtochten van Sargon van Akkad. Van hem is bekend dat hij het noorden van Mesopotamië, Subartu, veroverd en verwoest heeft.